# Potato Potahto
Potato Potahto es una película de comedia romántica de 2017, realizada en colaboración entre Nigeria y Ghana.

## Sinopsis
Dos parejas se ven obligadas a vivir juntas en la misma casa después de un divorcio.

## Elenco
- Joselyn Dumas
- Chris Attoh
- Adjetey Anang
- Nikki Samonas
- Victoria Michaels
- Blossom Chukwujekwu
- Kemi Lala Akindoju
- Joke Silva
- OC Ukeje

## Recepción
Los usuarios de Nollywood Reinvented la calificaron con 7,9. La película ha sido presentada en el Festival de Cine de Cannes, el Festival Internacional de Cine de Durban y el Festival de Cine Urbano Británico. También formó parte de las selecciones para el Festival de Cine de África del 27 de octubre al 5 de noviembre. En diciembre de 2019, se agregó oficialmente al catálogo de películas de Netflix.

## Premios y nominaciones
|                                             | Premio                                                      | Categoría              | Nominado | Resultado | Ref. |
| Festival Internacional de Cine de Toronto   | Mejor largometraje (Nollywood)                              | Potato Potahto         | Ganador  | [ 8 ]     |      |
| Festival Internacional de Cine de Toronto   | Mejor vestuario                                             | Potato Potahto         | Ganador  | [ 8 ]     |      |
| Festival Internacional de Cine de Toronto   | Premio especial del jurado al mejor actor                   | OC Ukeje               | Ganador  | [ 8 ]     |      |
| Festival Internacional de Cine de Toronto   | Mejor actor de reparto (inglés)                             | Chris Attoh            | Nominado | [ 8 ]     |      |
| Festival Internacional de Cine de Toronto   | Mejor actriz                                                | Joselyn Dumas          | Ganador  | [ 8 ]     |      |
| Premios Africa Magic Viewers 'Choice Awards | Mejor actor de comedia                                      | OC Ukeje               | Nominado | [ 9 ]     |      |
| Premios Africa Magic Viewers 'Choice Awards | Mejor fotografía                                            | Kwame Amuah            | Nominado | [ 9 ]     |      |
| Premios Africa Magic Viewers 'Choice Awards | Mejor película de África occidental                         | Potato Potahto         | Nominado | [ 9 ]     |      |
| Premios Africa Magic Viewers 'Choice Awards | Mejor director                                              | Shirley Frimpong-Manso | Nominado | [ 9 ]     |      |
| Premios Africa Magic Viewers 'Choice Awards | Mejor película general                                      | Potato Potahto         | Nominado | [ 9 ]     |      |
| Premios Africa Magic Viewers 'Choice Awards | Mejor diseño de vestuario de película o serie de televisión | Christie Brown         | Nominado | [ 9 ]     |      |
| Premios de la Academia del Cine Africano    | Mejor actriz de reparto                                     | Joke Silva             | Ganador  |           |      |